# Skulpturenpark Köln
Het beeldenpark Skulpturenpark Köln is een 25.000 m² groot, voormalig braakliggend terrein, met beelden in de openbare ruimte van Duitse en internationale beeldhouwers in Keulen. 

## Het park
In principe verschilt het concept van het beeldenpark daarin van alle andere parken, dat het is aangelegd als Ort für die Auseinandersetzung mit der zeitgenössischen Skulptur, dat wil zeggen dat in een ritme van 3 jaar de beelden worden gewisseld en wordt afgezien van een permanente tentoonstelling.  

## Geschiedenis
De initiatiefnemer van het beeldenpark is de kunstverzamelaar Dr. Michael Stoffel, die daartoe de Gesellschaft der Freunde des Skulpturenparks Köln e.V. in het leven heeft geroepen. Samen met de stad Keulen werd een park ingericht, dat evenwel privé wordt geleid. In 2005 stierf Dr. Stoffel. Sindsdien wordt het park door zijn weduwe, Eleonore Stoffel, geleid. 

## Tentoonstellingen
| Köln Skulptur 1 van 1 november 1998 tot 1 september 1999 - Magdalena Abakanowicz - Louise Bourgeois - Alexander Calder - Anthony Caro - Tony Cragg - Barry Flanagan - Günther Förg - Jenny Holzer - Ellsworth Kelly - Stefan Kern - Hubert Kiecol - Martin Kippenberger - Per Kirkeby - Yves Klein - Alf Lechner - Markus Lüpertz - Paul Myoda - Barnett Newman - Ansgar Nierhoff - Jorge Pardo - A.R. Penck - George Rickey - Giuseppe Spagnulo - Rosemarie Trockel - Bernar Venet - Franz West | Köln Skulptur 2 van 15 november 2000 tot 1 september 2001 - Stephan Balkenhol - Tony Cragg - Bogomir Ecker - Peter Fischli & David Weiss - Günther Förg - Isa Genzken - Asta Gröting - Georg Herold - Jenny Holzer - Leiko Ikemura - Jörg Immendorff - Anish Kapoor - Stefan Kern - Meuser - Jorge Pardo - Tobias Rehberger - Ursula von Rydingsvard - Julian Schnabel - Joel Shapiro - David Smith - Mauro Staccioli - Frank Stella - Mark di Suvero - Rosemarie Trockel - Simon Ungers - Paul Wallach - Franz West - Martin Willing | Köln Skulptur 3 van 1 oktober 2001 tot 1 september 2003 - Stephan Balkenhol - Bonnie Collura - Tony Cragg - Bogomir Ecker - Peter Fischli & David Weiss - Barry Flanagan - Günther Förg - Karl Gerstner - Dan Graham - Jenny Holzer - Martin Honert - Leiko Ikemura - Jörg Immendorff - Anish Kapoor - Stefan Kern - Jorge Pardo - Tobias Rehberger - Ulrich Rückriem - Joel Shapiro - Mauro Staccioli - Mark di Suvero - Rosemarie Trockel - Simon Ungers - Bernar Venet - Paul Wallach - Franz West - Martin Willing - Johannes Wohnseifer - Heimo Zobernig | Köln Skulptur 4 van 1 april 2007 tot 1 april 2009 - James Lee Byars - Bonnie Collura - George Condo - Tony Cragg - Bogomir Ecker - Peter Fischli / David Weiss - Barry Flanagan - Günther Förg - Dan Graham - Jenny Holzer - Leiko Ikemura - Jörg Immendorff - Anish Kapoor - Stefan Kern - Markus Lüpertz - Tatzu Nishi - Kirsten Ortwed - Jorge Pardo - Manfred Pernice - Tal R - Tobias Rehberger - Ulrich Rückriem - Thomas Scheibitz - Joel Shapiro - Andreas Slominski - Mauro Staccioli - Mark di Suvero - Rosemarie Trockel - Simon Ungers - Bernar Venet - Paul Wallach - Franz West - Martin Willing - Heimo Zobernig |